# مانشستر يونايتد موسم 1999–2000
كان موسم 1999–2000 هو الموسم الثامن لمانشستر يونايتد في الدوري الإنجليزي الممتاز، والموسم الخامس والعشرون على التوالي في الدرجة الأولى لكرة القدم الإنجليزية.  فاز يونايتد بلقب الدوري الإنجليزي الممتاز للمرة السادسة في ثمانية مواسم (بفارق قياسي بلغ 18 نقطة و97 هدفاً مسجلاً) فضلاً عن أنه أصبح أول نادٍ إنجليزي يفوز بكأس الإنتركونتيننتال عندما هزم بالميراس في طوكيو. ومع ذلك، فقد تخلوا عن لقب دوري أبطال أوروبا بعد هزيمتهم 3–2 أمام ريال مدريد، البطل في نهاية المطاف، في ربع النهائي. لم يدافع النادي بشكل مثير للجدل عن لقب كأس الاتحاد الإنجليزي، بناءً على طلب الاتحاد الإنجليزي لكرة القدم، للمنافسة في بطولة العالم للأندية الأولى التي أقيمت في البرازيل بدلاً من ذلك. 